# Хейнекен, Карл Гейнрих фон
Карл Гейнрих фон Хейнекен (нем. Carl Heinrich von Heineken; 24 декабря 1707, Любек — 23 января 1791, Альтдёберн, Бранденбург) — немецкий археолог,  историк искусства, библиотекарь

 и коллекционер; музейный деятель, устроитель Дрезденского кабинета эстампов; старший брат вундеркинда Кристиана Фридриха Хейнекена, известного как «младенец из Любека».

## Биография
Карл Гейнрих фон Хейнекен родился 24 декабря 1707 года в городе Любеке в семье архитектора Пауля Хайнекена (1674–1746) и его жены художницы и алхимика Катарины Элизабет (1683—1757); старший брат вундеркинда Кристиана Фридриха, более известного как «младенец из Любека». 
Начиная с 1724 года Хёйнекен изучал литературу и юриспруденцию в Лейпцигском и Галлеском университетах Германии.
Примерно в 1730 году он стал частным репетитором, сначала в доме Иоганна Ульриха фон Кёнига (1688—1744), дрезденского придворного поэта, а затем у графа Александра Юзефа Сулковского. 
В 1739 году он стал личным секретарём и библиотекарем графа Генриха фон Брюля, первого министра короля польского Августа III и коллекционера произведений искусства.
В 1746 году король Польши Август III назначил Хейнекен директором королевской коллекции гравюр и рисунков. Получив задание пополнить коллекцию, он развил широкую сеть, включающую художников, учёных и коллекционеров. Хайнекен особенно интересовался гравюрами на дереве и гравюрами периода до Альбрехта Дюрера и приобрёл множество произведений для коллекции. Среди его приобретений были картины Корреджо и Рафаэля Санти. В 1749 году он был посвящен в имперские рыцари.
В 1754—1757 гг. он издал два увража с гравюрами, воспроизводящими сокровища картинных галерей графа Брюля и курфюрста Саксонского. Эти увражи принадлежат к наиболее удачным изданиям такого рода и послужили прототипом для ряда других им подобных.
В 1756 году, в начале Семилетней войны, пруссаки арестовали Хайнекена и заключили его в тюрьму в дрезденской ратуше. После войны он стал объектом нападок за неумелое управление финансами, в основном из-за его тесной связи с Брюлем; Хейнекен был повторно заключен в тюрьму, обвинен в растрате и лишён должности. Хотя в конце концов его оправдали, Хейнекен был вынужден покинуть Дрезден.
Остаток своей жизни  Хайнекен провел за написанием книг об искусстве на немецком и французском языках. Он стал известен как эксперт по происхождению гравюры и других форм печати. Некоторые из его более поздних книг были напечатаны лейпцигским издателем Иоганном Готлобом Иммануилом Брейткопфом.
Хейнекен выработал новую систему каталогизации и хранения графических произведений («Idée générale d'une collection complète d'estampes», 1771), которая легла в основу устройства ряда крупнейших европейских собраний гравюр, в том числе и Эрмитажа. Он составил ценный «Dictionnaire des artistes, dont nous avons des estampes», доведенный лишь до буквы «D».